# صوفي حلبي
صوفي حلبي (1906–1997) هي فنانة فلسطينية بالألوان المائية قامت بتصوير القدس والمناظر الطبيعية المحيطة بها. كانت من أوائل النساء العربيات اللاتي درسن الفن في باريس وعادت إلى وطنها للتدريس والرسم وانتقاد الاستعمار البريطاني والصهيوني. تنتمي أنستازيا حلبي شقيقة حلبي الصغرى إلى عائلة من الناشطين وقد أنشأت ورشة تطريز لتوظيف النساء الفقيرات والمعدمات بعد النكبة الفلسطينية. إنها لم تكن فنانة مؤثرة فحسب بل كانت فنانة فلسطينية رائدة. طوال حياتها دعمت وأثرت على الأجيال اللاحقة من الفنانين الفلسطينيين بما في ذلك سامية حلبي وكمال بلاطة.

## حياتها
ولدت حلبي لأب فلسطيني مسيحي جريس (جورج) نيكولا حلبي وأم روسية أرثوذكسية أولغا أكيموفنا خودوباشيفا التي كانت تُذكر كامرأة أنيقة ولكنها مهيبة. تم تسميتها على اسم جدتها لأبيها وكانت الطفلة الوسطى من بين ثلاثة أطفال. التقى والداها عندما كان والدها يدرس الطب في سانت بطرسبرغ روسيا وفي أكاديمية كييف اللاهوتية وانتقلا بين القدس وكييف حتى استقرا بشكل دائم في القدس في عام 1917. نشأت حلبي في كييف عندما كانت طفلة ولكن بعد غارات البحر الأسود عام 1914 التي شنتها الإمبراطورية العثمانية والبحرية الألمانية على الموانئ الروسية ومع اندلاع الحرب العالمية الأولى فرت العائلة خوفًا من تعرض أولغا للاضطهاد. وبعد عودتها إلى فلسطين استقرت العائلة وعاشت في حي المصرارة وهو حي راق في مدينة القدس الجديدة. كانت عائلة حلبي من العائلات ذات التعليم العالي : كان والدها مترجمًا للكنيسة الروسية وكانت والدتها معلمة. كان لدى حلبي شقيقان وفي وقت لاحق من حياتها كانت تعيش وتعمل بشكل وثيق مع أختها أنستازيا (آسيا) التي كانت تدير ورشة عمل للتطريز.
ابتداءً من عام 1917 تلقت حلبي تعليمها في مدرسة البنات الثانوية الإنجليزية في القدس (التي أعيدت تسميتها إلى كلية البنات في القدس في عام 1922). بدأت مواهبها في الظهور أثناء وجودها في المدرسة في رسوماتها للزهور. وبما أن عائلتها كانت من العائلات التي تسافر وتتعلم فإن الأطفال كانوا يتحدثون الروسية والعربية والإنجليزية والفرنسية. بعد تخرجها عملت لدى حكومة الانتداب البريطاني وشاركت في المشهد الفني والأدبي المزدهر في القدس مع أصدقائها بما في ذلك جورج أليف. في عام 1929 حصلت على منحة دراسية لدراسة الفن في باريس من الحكومة الفرنسية. عادت إلى فلسطين قبيل الثورة العربية الكبرى عام 1936. خلال هذه الفترة قامت بالتدريس في كلية للبنات ونشرت رسومًا كاريكاتورية سياسية تنتقد السياسات البريطانية بما في ذلك وعد بلفور والافتراض القائل بأن فلسطين كانت أرضًا بلا سكان موجودين.
خلال النكبة قاموا بتدمير منزل عائلة الحلبي مع العديد من المنازل الأخرى في الحي. وفي نهاية المطاف وجدت هي وشقيقتها آسيا منزلاً دائماً في شارع نور الدين في وادي الجوز حيث عاشتا معاً حتى وفاتهما. طوال حياتهما قامت الأخوات بعرض وبيع فنونهن وحرفهن اليدوية بالإضافة إلى إلهام الفنانين الأصغر سنا.

## الرحلات تعليمية
بالإضافة إلى الدراسة في باريس في أوائل الثلاثينيات قامت حلبي أيضًا بثلاث رحلات على الأقل إلى أوروبا. كما سافرت أيضًا إلى فرنسا في عامي 1948 و1949. وفي دراستها المستقلة كانت حلبي بمثابة محور لنضجها كفنانة. حسب عائلتها درست في جامعة السوربون في فرنسا. كما درست حلبي في إيطاليا أثناء أزمة قناة السويس عام 1956. خلال رحلتها الثالثة إلى أوروبا أرجعت صوفي حلبي الفضل إلى إيطاليا في إتمام انتقالها إلى أن تصبح رسامة متكاملة.

## التدريس
وبالإضافة إلى كونها فنانة بارعة وفلسطينية تحظى بالاحترام بدأت حلبي أيضًا التدريس في مدرسة شميدت للبنات بعد عودتها من باريس في ثلاثينيات القرن العشرين حتى عام 1955. كما قام بالتدريس في المدرسة أيضًا أبناء عمومته من جهة الأب سونيا وهبي ولوبا وهبي وهما رسّامتان أيضًا. لا يوجد توثيق لتدريسها بعد عام 1955 حيث يُفترض أنها كرست حياتها للرسم والفن وهي في سن الخمسين.

## حياتها العملية
عملها يعكس محنة الشعب الفلسطيني. أما بالنسبة لها فهي نكبة فلسطين عام 1948 التي أجبرت عائلتها فيها على الانتقال من منزلها في القطمون إلى حي شرقي القدس غير محتل. وبحلول عام 1967 ومع احتلال المدينة أصبحت حياة حلبي خاضعة للقوانين والسياسات الإسرائيلية. ومن هذه الخلفية تضع عملها ضمن نطاق التاريخ الثقافي والذاكرة الفلسطينية.
تشتهر حلبي بألوانها المائية مع أنها عملت بألوان زيتية.
إن الطبيعة الفضفاضة وحتى العفوية للمناظر الطبيعية التي ترسمها حلبي تستحضر "جودة جوية تشبه الحلم قد يعتبرها المرء حزينة". تصور الألوان المائية التي ترسمها حلبي المناظر الطبيعية المحيطة بالقدس دون التركيز المعتاد على المواقع الدينية أو المناظر البانورامية الشرقية للمدينة. وبدلاً من ذلك ركزت على التضاريس والأشجار والزهور البرية التي اختفت منذ ذلك الحين مع زيادة التحضر. وفقًا لسامية حلبي "تُعدّ مناظر صوفي الطبيعية سجلًا ثمينًا لجمال الأرض وعشق الفلسطينيين لها". ويبدو أنها كانت مفتونة بالمنطقة المحيطة بالقدس تلك المناطق "الخالية من الوجود البشري وحتى العمارة". كما اختارت عدم استخدام المناطق الدينية والعمارة في المدينة المقدسة. وصفت تانيا تماري ناصر وهي كاتبة ومغنية كيف أن "ألوان حلبي المتوهجة ومعالجتها للزهور البرية في فلسطين ألهمتها" هي وأصدقائها في شبابهم. يتذكر أحد هؤلاء الأصدقاء كمال بولاتا أنه كان يتفقد واجهة معرض الأخوات بحثًا عن لوحات جديدة كل يوم أثناء توجهه إلى المدرسة.
كان معروفًا لدى الكثير من الأصدقاء وأفراد العائلة أن حلبي كانت شديدة التكتم على حياتها الشخصية وفنها. وخصوصًا فيما يتعلق بخصوصيتها لم يُسمح لمعظم أقرب الناس إليها بدخول مرسمها الفني. ومع ذلك كانت صوفي حلبي تقدم أعمالها في بيئات مهنية وغير رسمية وخاصة تلك التي تركز على الثقافة الفلسطينية. أقامت معرضها الفني في استوديو شقيقتها آسيا حلبي.

## حرب الأيام الستة
استولت إسرائيل على الضفة الغربية والقدس الشرقية وغزة في حرب الأيام الستة عام 1967. قاموا بالاستيلاء على منزلها بسرعة من قبل القوات الإسرائيلية. وأُمرت الأختان تحت تهديد السلاح بمغادرة المنزل بينما قام الجنود بتفتيش منزلهما. وبعد فترة وجيزة غادرت القوات الإسرائيلية ولجأت القوات الأردنية إلى وطنها. ومن المعروف أيضًا أن صوفي وآسيا حلبي على الرغم من عدم توثيقها رسميًا قامتا بإنقاذ جنود أردنيين من الجيش الإسرائيلي. وزعمت الأخوات أنهن احتفظن بالعشرة جنود في منزلهن آمنين لعدة أيام ثم أخرجوهما متسللين بملابس مدنية.

## الإرث
في أعقاب الحرب العربية الإسرائيلية (حرب الأيام الستة) عام 1967 التقى فنانون فلسطينيون من الضفة الغربية وغزة وداخل حدود إسرائيل عام 1948 لإعادة اكتشاف الثقافة والأعراف الفلسطينية. بهذه الطريقة بدأ هؤلاء الفنانون الشباب بالتخطيط للمقاومة من خلال الفن وأدى هذا اللقاء بين العقول السياسية الشابة في نهاية المطاف إلى إنشاء رابطة الفنانين الفلسطينيين أو الرابطة. في سبعينيات وثمانينيات القرن العشرين ركز هؤلاء القادة الشباب على العلاقة بين الفن والسياسة ودمجوا الشمولية داخل الفلسطينيين وفي نهاية المطاف التحرير الفلسطيني.
وقد قادت فيرا تاماري وسليمان منصور الحركة وأقاما معارض أدت إلى العديد من الاعتقالات ولكنها أدت أيضًا إلى إحياء حركات الاستقلال الفلسطينية من خلال رسائل المقاومة للاحتلال الإسرائيلي لفلسطين.
لم تكن صوفي حلبي التي كانت في السبعينيات من عمرها في طليعة الحركة ولكنها كانت لا تزال ترغب في دعم حركة الشباب الفنية. كانت تحضر المعارض الفنية بانتظام كعضو من الجمهور وليس منضمة إلى الفنانين. ومع ذلك كانت مصرة على أنها فنانة أولاً بغض النظر عن الاضطرابات السياسية ورفضت الانضمام إلى أي من الحركات الفنية في ذلك الوقت. ومع ذلك فإنها لا تزال تلهم الفنانين الذين ولدوا بعد النكبة. وواصلت عملها بشكل خاص وكانت تحضر المؤتمرات للتعرف على الأرض المقدسة القدس. كما كانت تساعد أختها في أعمال التطريز للفقراء وتوفير الملابس والبطانيات لهم.
وفي عام 1986 نظمت فيرا تاماري وفاتن طوباسي معرضاً في مسرح الحكواتي في القدس الشرقية والذي شاركت فيه حلبي وفنانات فلسطينيات أخريات. انضمت حلبي على مضض إلى هذا التوجه الفني. ومن خلال هذا المعرض قاموا بإنتاج العمل الفني "طلات: الفن النسائي في فلسطين" والذي ضم أعمال عشر فنانات وثلاثة أعمال لحلبى العديد منهن حصلن على درجات فنية رفيعة المستوى. وقد سمحت بإدراج منظرين طبيعيين (غير موثقين) وصورة فحم لرجل مسن (يعود تاريخها إلى عام 1930 من أيام صوفي حلبي كطالبة في باريس). كان النموذج رجلاً ملتحيًا ذو شعر طويل وكان يرتدي شورتًا فقط ويده اليمنى ملقاة بجانب فخذيه ولكن كان بها مزيج من الخطوط الواضحة والباهتة. ربما اختارت هذه الصورة لتظهر أنها كانت من المعتقد على نطاق واسع أنها أول امرأة عربية تدرس الفن في فرنسا ولكن على الرغم من ذلك كان من الغريب أن تتضمن الرجل في معرض حول الرموز الوطنية الفلسطينية. لسوء الحظ لم تقم بإعداد كتالوج للمعرض على الإطلاق ووثق فقط في مراجعة نشرتها صحيفة الفجر في 28 نوفمبر 1986.
كانت كلتا الأختين ناشطتين في مجال حقوق المرأة أيضًا من خلال ارتداء السراويل في الستينيات والتركيز على الهدايا الخيرية من قبل نساء الطبقة العليا (شكل أقدم من أشكال النسوية).
وفي نهاية المطاف انعزلت هي وأختها حتى وصلتا إلى سن الشيخوخة وتوفيتا خلال فترة الانتفاضة الأولى. لقد قاموا بدفنها في جبل الزيتون الذي رسمته عدة مرات من قبل بجوار والديها. وبعد تسعة أشهر دُفنت شقيقتها آسيا حلبي إلى جوارها. لم يكن قبريهما يحملان شواهد قبور مناسبة. لقد قاموا بالتخلص من جزء كبير من عملها من قبل أقاربها الذين بقوا على قيد الحياة. ومع ذلك فإن مازن قبطي وجورج الأعمى وكلاهما من هواة جمع الأعمال الفنية قد احتفظا بالكثير من أعمالها ومعظمها من الألوان المائية.
لقد شهدت حياتها تغيرات كبيرة واضطرابات كبيرة. عاشت من سقوط الحكم العثماني والحربين العالميتين والاستعمار البريطاني والفرنسي والإمبريالية الصهيونية مع صعود إسرائيل. وسوف يتذكرها الناس باعتبارها شخصية فلسطينية وطنية عميقة متيقظة فكرياً ومتفاعلة اجتماعياً. حياتها تشكل جزءًا مهمًا من التاريخ الفلسطيني والحفاظ على الثقافة والمقاومة.

## قراءة إضافية
- شور، لورا س، وكمال بلاطة. صوفي حلبي في القدس: حياة فنانة . مطبعة جامعة سيراكيوز، 2019.
- مختارات من مجموعة صوفي حلبي التابعة لمؤسسة دلول للفنون